# Louise Holmes
Louise Holmes (* 24. Dezember 1891 in Grimsbury (Oxfordshire); † 22. April 1981 Frenkendorf; Britin, seit 1906 heimatberechtigt in Diegten) war eine Schweizer Landwirtin und Lehrerin. Sie setzte sich erfolgreich in verschiedenen Verbänden für eine verbesserte Ausbildung und eine Berufsprüfung für Bäuerinnen ein.

## Leben
Louise Holmes war die Tochter des Landwirts Frank George Holmes und der Anna Maria geborene Dürrenberger. Sie verbrachte ihre Kindheit auf einem Bauernhof bei Frenkendorf. Im Beruf war sie 18 Jahre Primarlehrerin in Läufelfingen. Danach kehrte Holmes auf den väterlichen Hof zurück und unterrichtete daneben an der hauswirtschaftlichen Fortbildungsschule in Lausen.
Holmes gründete 1930 die Bäuerinnenvereinigung beider Basel und war bis 1970 deren Präsidentin. Im Jahr 1932 gründete sie mit Rosa Neuenschwander den Schweizerischen Landfrauenverband (SLFV, heute SBLV) und wurde Mitglied des Vorstands sowie zehn Jahre lang Vizepräsidentin. Im Jahr 1941 erfolgte die Wahl in den Grossen Vorstand des Schweizerischen Bauernverbandes (SBV). Im folgenden Jahr wurde Holmes Mitglied der Aufsichtskommission der Haushaltungsschule im Ebenrain (heute Ebenrain-Zentrum für Landwirtschaft, Natur und Ernährung) in Sissach.
Louise Holmes starb im Alter von 89 Jahren in Frenkendorf.